# NBA 2K12
NBA 2K12 é um simulador do campeonato norte-americano de basquete (NBA) da temporada de 2012. Foi desenvolvido pela Visual Conceptse publicado pela 2K Sports.
Existem três diferentes artes para a capa do jogo Michael Jordan, Larry Bird e Magic Johnson

## Jogadores Clássicos
Os jogadores clássicos presentes em NBA 2K12 são:
- Kareem Abdul-Jabbar
- Larry Bird
- Wilt Chamberlain
- Julius Erving
- Patrick Ewing
- Magic Johnson
- Michael Jordan
- Karl Malone
- Hakeem Olajuwon
- Scottie Pippen
- Oscar Robertson
- Bill Russell
- John Stockton
- Isiah Thomas
- Jerry West

## Equipes Clássicas
As equipes presentes são: